# NGC 6097
NGC 6097 (другие обозначения — MCG 6-36-7, ZWG 196.11, PGC 57583) — галактика в созвездии Северная Корона.
Этот объект входит в число перечисленных в оригинальной редакции «Нового общего каталога».